# Balta notulata
Balta notulata är en kackerlacksart som först beskrevs av Carl Stål 1858.  Balta notulata ingår i släktet Balta och familjen småkackerlackor. Inga underarter finns listade.